# Metacnemis valida
Metacnemis valida – gatunek ważki z rodziny pióronogowatych (Platycnemididae); jedyny przedstawiciel rodzaju Metacnemis. Jest endemitem Południowej Afryki (RPA).
Imago lata od grudnia do końca kwietnia. Długość ciała 39–40 mm. Długość tylnego skrzydła 26,5–27,5 mm.